# Pteris keysseri
Pteris keysseri är en kantbräkenväxtart som beskrevs av Eduard Rosenstock. Pteris keysseri ingår i släktet Pteris och familjen Pteridaceae. Inga underarter finns listade.